# Chiesa di San Sergio (Nižnij Novgorod)
La chiesa di San Sergio di Radonež (in russo Церковь преподобного Сергия Радонежского?) è una chiesa di Nižnij Novgorod, in Russia. Insieme alla chiesa dell'Ascensione ed alla chiesa della Dormizione fa parte del complesso vescovile. Costruita in perfetto stile neobizantino, del suo progetto si interessò lo zar Alessandro II in persona.

## Storia e descrizione

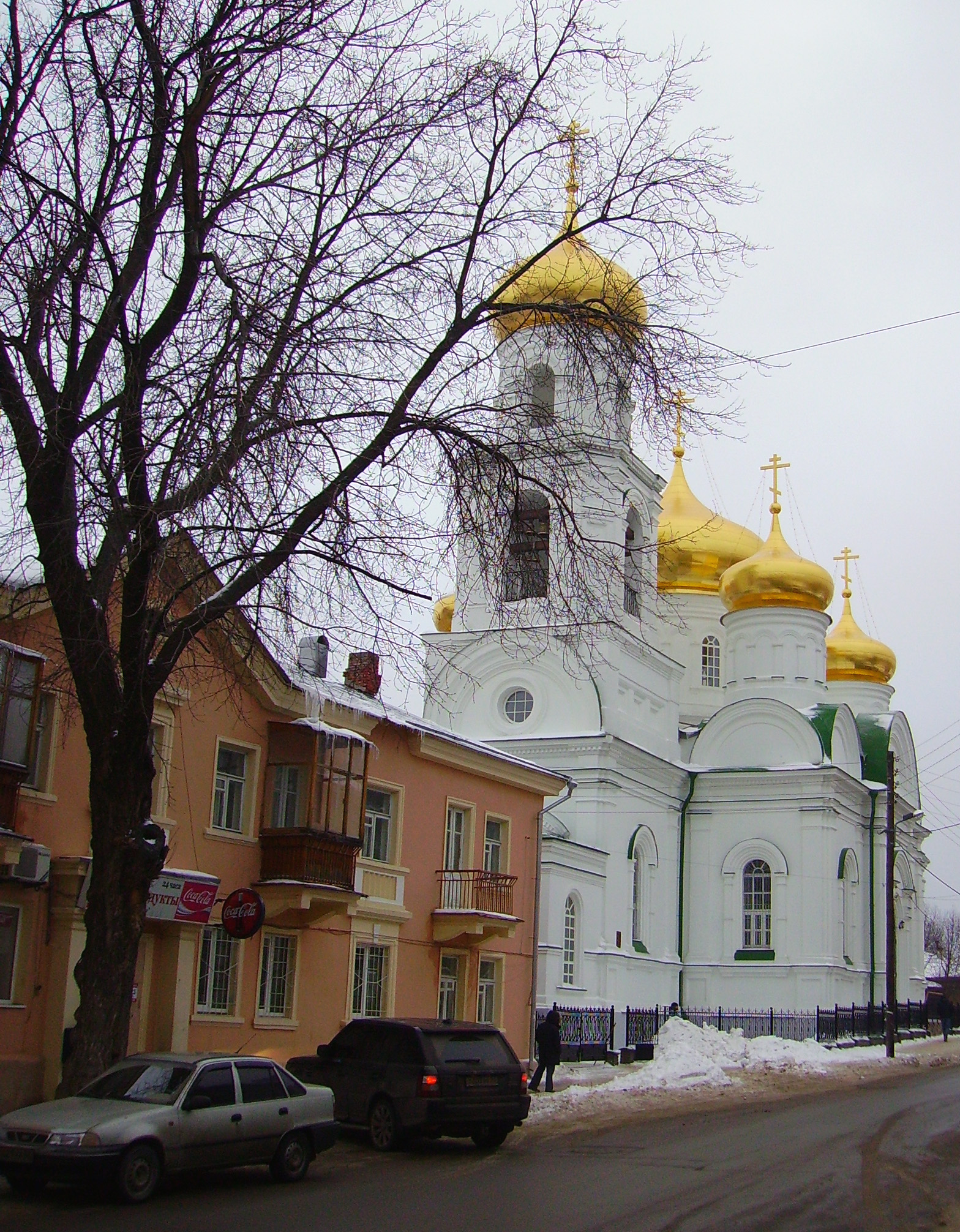
Vista dal lato del campanile

Prima dell'edificazione dell'attuale struttura, il luogo ospitò un monastero maschile. La chiesa dedicata al grande santo russo Sergio di Radonež vide la luce nel 1621, insieme a una cappella consacrata ai santi Zosima e Sabbazio di Solovki. L'edificio fu distrutto da un incendio nel 1701. Poco dopo fu ricostruito, ma nel corso degli anni cadde in stato di degrado. Nel 1838 l'architetto Georg Kizevetter operò vari lavori di ristrutturazione, ma la chiesa era in stato tale da non potere essere ulteriormente utilizzata.
Qualche anno dopo il clero locale organizzò una raccolta di fondi per costruire un nuovo tempio. Il progetto fu seguito ed approvato dallo stesso zar Alessandro II e la direzione dei lavori fu affidata all'architetto R.J. Kilevejn. Iniziata nel 1865, la costruzione venne terminata nel 1869. Nel 1872 alla struttura fu aggiunto il campanile. Il tratto stilistico eminentemente neobizantino dell'edificio è enfatizzato dalla presenza delle grandi cupole dorate.
A seguito della rivoluzione bolscevica, il tempio fu chiuso al culto e adibito ad edificio dell'Unione degli artisti sovietici. Subì inoltre la distruzione del campanile e la rimozione delle splendide cupole. Nel 2003 la struttura fu riconsegnata all'eparchia di Nižnij Novgorod e Arzamas. Dopo imponenti lavori di restauro, nel 2006 la chiesa tornò ad assumere la sua fisionomia originaria e il 4 novembre fu riconsacrata dall'arcivescovo Georgij Danilov. Alla cerimonia parteciparono anche i vescovi di Sergiev Posad e Brjansk. A seguito del rito di consacrazione, fu svolta la prima divina liturgia, a cui partecipò anche Dmitrij Medvedev. Poco dopo presso la chiesa fu attivato un servizio di assistenza per i fedeli non udenti. Seguendo l'esperienza del monastero Simonov, la domenica viene celebrata una messa con l'ausilio del linguaggio dei segni.